# Costa Hermosa
Costa Hermosa es un corregimiento del distrito de Montijo en la provincia de Veraguas, República de Panamá. La localidad tiene 1.550 habitantes (2010).